# Bathythermie

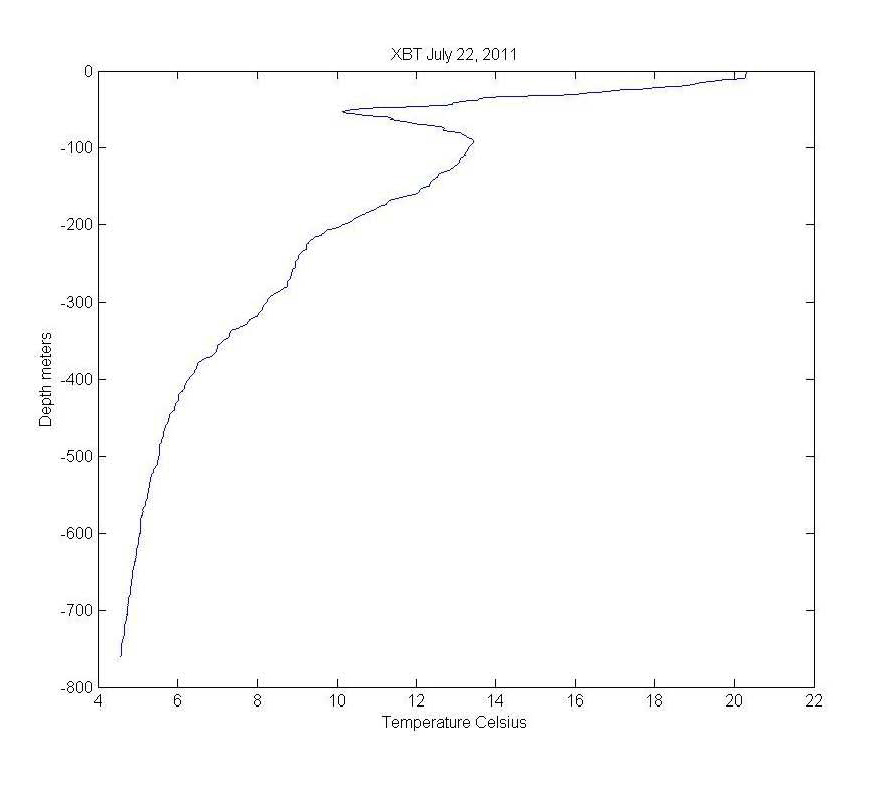
Relevé d'un bathythermographe

En océanographie, la bathythermie est la température des fonds marins. Et par extension, c'est l'étude ou l'ensemble des relevés en un point de l'océan, des gradients de température (et de salinité) sous-marine en fonction de la profondeur.

## Étymologie
La bathythermie, du grec bathys « profond » et thermos « chaud », c'est donc l'étude des températures des profondeurs.  A ne pas confondre avec bathymétrie, qui est la science de la mesure des profondeurs.

## Principes
La mer n'est pas un milieu homogène. Selon la profondeur, elle ne présente pas la même température. Elle se répartit en couches, de température et de salinité, donc de densité différentes. Ces différences peuvent être importantes en quelques mètres seulement.

### Conséquences sur la propagation du son
La propagation du son dans l'eau de mer est régie par la température, la pression et la salinité de l'eau. La connaissance de la bathythermie s'avère primordiale, par exemple pour la détection ou la dissimulation des sous-marins.

### Interprétations
Les sous-marins exploitent la connaissance des couches de température sous-marine pour se cacher, ou à l'inverse mieux entendre leurs adversaires.

#### Détection
Quand l'onde sonore d'un sonar rencontre le dioptre constitué par deux couches d'eau de température différente, il y a réfraction des ondes sonores. Celles-ci sont déviées, selon un trajet qui peut tromper sur la distance et la profondeur réelle, voire parfois la direction de l'adversaire.

#### Dissimulation
La connaissance des inversions de gradient de température par la bathythermie, permet de localiser les zones qui vont créer une sorte de guide d’ondes sonores, capable de propager le son sur de très grandes distances (chenal de propagation): le sous-marin doit éviter leur voisinage pour se dissimuler.
Au contraire, il recherche l'existence de cuvettes de non-détection, lorsque le son n'est plus réfléchi sur le fond.
En tenant compte du bruit ambiant qui vient perturber l’acquisition du signal sonore ou masquer les indiscrétions propres du sous-marin, comme le bruit des vagues ou celui émis par le trafic maritime et l’activité biologique, le sous-marin peut compléter sa stratégie de dissimulation.

## Conséquences
Toute élaboration de manœuvre ou recherche de sous-marin repose sur une analyse poussée des facteurs d’environnement dont la bathythermie, une prévision et un suivi de leur évolution, pour les exploiter dans un contexte tactique et prendre l’ascendant sur l’adversaire.    

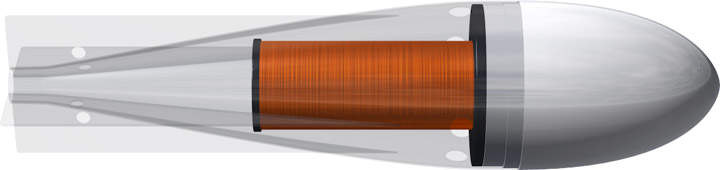
Bathythermographe expansible (XBT)

Le bathythermographe est l'appareil qui mesure la température de l'eau de mer en fonction de la profondeur. Les premiers bathythermographes à usage militaire ont permis de localiser en profondeur, les tourbillons d'eau salée et chaude, particulièrement utiles pour dissimuler la présence de sous-marins. L'appareil a ensuite été utilisé par les océanographes et climatologues.
En détectant les distorsions de réflexion des ondes sonores, la bathythermie reste encore mal interprétée de nos jours. L'emploi du sonar en mode actif serait plus efficace, mais alerterait le sous-marin ennemi ; de fait les systèmes d'écoute les plus utilisés par les sous-marins sont de loin les modèles passifs.